# Psychiatria i psychoterapia (seria wydawnicza)
Seria książkowa Wydawnictwa Uniwersytetu Jagiellońskiego, w której publikowane są podręczniki przeznaczone dla psychiatrów i psychoterapeutów, zarówno dla już praktykujących specjalistów jak i osób w trakcie szkolenia.  W serii ukazują się książki opisujące różne techniki i szkoły terapeutyczne oraz monografie na temat konkretnych zaburzeń psychicznych. Wszystkie publikacje powstają we współpracy ze specjalistami z ośrodków naukowych w całej Polsce. Seria jest obecna na rynku wydawniczym od 2004 roku.
Tomy wydane w serii:
- Diagnoza psychiatryczna. Praktyczny podręcznik dla klinicystów (James Morrison 2012)
- Dialektyczna terapia behawioralna w praktyce klinicznej. Ze słowem wstępnym Marshy M. Linehan (Linda M. Dimeff, Kelly Koerner (red.) 2012)
- Dialektyczna terapia behawioralna nastolatków z tendencjami samobójczymi (Alec L. Miller, Jill H. Rathus, Marsha M. Linehan 2011)
- Dialog motywujący. Jak pomóc ludziom w zmianie (William R. Miller, Stephen Rollnick 2014)
- Długoterminowa psychoterapia psychodynamiczna. Wprowadzenie (Glen O. Gabbard(inne języki) 2011)
- Komunikacja terapeutyczna (Paul L. Wachtel 2012)
- Lęk i fobia. Praktyczny podręcznik dla osób z zaburzeniami lękowymi(Edmund J. Bourne 2011)
- Mentalizowanie w praktyce klinicznej (Jon G. Allen, Peter Fonagy, Anthony W. Bateman 2014)
- Opracowanie przypadku w psychoanalizie (Nancy McWilliams 2012)
- Postmodernistyczne inspiracje w psychoterapii (Szymon Chrząstowski, Bogdan de Barbaro 2011)
- Poszukiwanie bezpieczeństwa. Terapia PTSD i nadużywania substancji psychoaktywnych (Lisa M. Najavits 2010)
- Profesjonalizm w psychiatrii(Glen O. Gabbard, L. Weiss Roberts, H. Crisp-Han, V. Ball, G. Hobday, F. Rachal 2013)
- Przywiązanie w psychoterapii (David J. Wallin 2011)
- Psychiatria psychodynamiczna w praktyce klinicznej (Glen O. Gabbard 2010)
- Psychoterapia dzieci i młodzieży. Metody oparte na dowodach (Alan Kazdin, John R. Weisz (red.) 2006)
- Psychoterapia grupowa. Teoria i praktyka (Irvin Yalom, Molyn Leszcz 2006)
- Psychoterapia psychodynamiczna zaburzeń osobowości. Podręcznik kliniczny (John F. Clarkin, Peter Fonagy, Glen O. Gabbard 2013)
- Regulacja emocji w psychoterapii. Podręcznik praktyka (Robert L. Leahy, Dennis Tirch, Lisa A. Napolitano 2014)
- Rozwijanie umiejętności w dialogu motywującym. Podręcznik praktyka z ćwiczeniami (David B. Rosengren 2013)
- Schizofrenia w ujęciu poznawczym. Teoria, badania i terapia (Aaron T. Beck, Neil R. Rector, Neal Stolar, Paul Grant 2010)
- Superwizja w psychoterapii poznawczo-behawioralnej. Koncepcje, procedury, narzędzia (Agnieszka Popiel, Ewa Pragłowska (red.) 2013)
- Techniki terapii poznawczej. Podręcznik praktyka (Robert L. Leahy 2008)
- Techniki terapii psychodynamicznej. Praca nad emocjami w relacji terapeutycznej (Karen J. Maroda 2014)
- Terapia akceptacji i zaangażowania. Proces i praktyka uważnej zmiany (Steven C. Hayes, Kirk D. Strosahl, Kelly G. Wilson 2013)
- Terapia dzieci i młodzieży. Procedury poznawczo-behawioralne (Philip C. Kendall (red.) 2010)
- Terapia dzieci impulsywnych. Model rozwiązywania problemów poprzez współdziałanie (Ross W. Greene, J. Stuart Ablon 2008)
- Terapia poznawcza. Podstawy i zagadnienia szczegółowe (Judith S. Beck 2005)
- Terapia poznawcza depresji oparta na uważności. Nowa koncepcja profilaktyki nawrotów (Zindel V. Segal, J. Mark G. Williams, John D. Teasdale 2009)
- Terapia poznawcza jako teoria integrująca psychoterapię (Brad A. Alford Aaron T. Beck 2005)
- Terapia poznawcza uzależnień (Aaron T. Beck, Fred D. Wright, Bruce S. Liese 2007)
- Terapia poznawcza zaburzeń lękowych. Praktyczny podręcznik i przewodnik po teorii (Adrian Wells 2010)
- Terapia poznawcza zaburzeń osobowości (Aaron T. Beck, Arthur Freeman, Denise D. Davis 2005)
- Terapia poznawczo-behawioralna. Podstawy i zagadnienia szczegółowe. Wydanie drugie. Z przedmową Aarona T. Becka (Judith S. Beck 2012)
- Terapia poznawczo-behawioralna i zaburzenia odżywiania (Christopher G. Fairburn 2013)
- Terapia poznawczo-behawioralna par i rodzin. Podręcznik dla klinicystów (Frank M. Dattilio 2013)
- Terapia psychodynamiczna. Praktyka oparta na dowodach (Richard F. Summers, Jacques P. Barber 2014)
- Terapia rodzin (Herbert Goldenberg, Irene Goldenberg 2006)
- Terapia skoncentrowana na osobie (Dave Mearns, Brian Thorne 2010)
- Terapia traumy i traumatycznej żałoby u dzieci i młodzieży (Judith A. Cohen, Anthony P. Mannarino, Esther Deblinger 2011)
- Trening umiejętności dla dzieci z zachowaniami problemowymi. Podręcznik dla rodziców i terapeutów (Michael L. Bloomquist 2011)
- Umysł ponad nastrojem. Podręcznik terapeuty (Dennis Greenberger, Christine A. Padesky 2004)
- Umysł ponad nastrojem. Zmień nastrój poprzez zmianę sposobu myślenia (Dennis Greenberger, Christine A. Padesky 2004)
- Wprowadzenie do terapii poznawczo-behawioralnej. Podstawowe zasady i przykłady z praktyki klinicznej z opisami Arthura Freemana, Franka Dattilia i Tullia Scrimalego (Andrzej Kokoszka 2009)
- Wywiad motywujący. Jak przygotowywać ludzi do zmiany (William R. Miller, Stephen Rollnick 2010)
- Wywiad motywujący z młodzieżą i młodymi dorosłymi (Sylvie Naar-King, Mariann Suarez 2012)
- Zaburzenia afektywne dwubiegunowe. Terapia poznawczo-behawioralna (Monica Ramirez Basco, A. John Rush 2007)
- Zaburzenia afektywne dwubiegunowe. Podręcznik pacjenta. Jak opanować wahania nastroju (Monica Ramirez Basco 2007)
- Zaburzenie obsesyjno-kompulsyjne. Rozpoznawanie, etiologia, terapia behawioralno-poznawcza (Anita Bryńska 2007)
- Zaburzenie osobowości z pogranicza. Terapia poznawczo-behawioralna (Marsha M. Linehan 2007)